# Marais de Vassiougan
Le marais de Vassiougan (en russe : Васюганские болота, Vassiouganskie bolota), dans la plaine de Sibérie occidentale, en Russie, est une des plus vastes zones marécageuses du monde, et la plus vaste de l'hémisphère Nord. Ce marais couvre 53 000 km2 dans les oblasts d'Omsk, de Novossibirsk et de Tomsk, sur la rive gauche de l'Ob. Il ne constitue cependant que l'une des nombreuses unités marécageuses qui couvrent une part importante de la plaine de Sibérie occidentale. Le marais de Vassiougan est candidat à une inscription sur la liste du patrimoine mondial de l'UNESCO depuis 2007.

## Description
Il occupe 53 000 km²  ce qui représente environ 2% de la superficie totale des tourbières du monde.
Le marais de Vassiougan est un important réservoir, qui contient 400 km3 d'eau douce. Il est parsemé par environ 800 000 petits lacs. On estime qu'il contient environ un milliard de tonnes de tourbe. C'est la plus grande tourbière du monde d'un seul tenant. Ce marais s'est formé il y a environ dix mille ans lorsque prit fin la dernière glaciation, et il s'est ensuite beaucoup étendu. Il continue d'ailleurs toujours de s'étendre de nos jours.
Ce marais se trouve entre le fleuve Ob et son principal affluent l'Irtych, mais il n'est pas alimenté par ces deux cours d'eau, car il s'entend en fait, légèrement surélevé, sur la ligne de partage des eaux entre les bassins versants de ces deux cours d'eau, ainsi que sur celles séparant les bassins versants de leurs affluents locaux. Le marais est donc alimenté uniquement par l'eau des précipitations locales, dont la fonte des neiges, qui stagne longtemps à cause de la grande platitude de la plaine de Sibérie occidentale. Ce sont les surplus d'eau du marais qui alimentent les rivières après un long séjour sur place. Il s'agit en grande partie de « tourbières hautes » typiquement oligotrophes et plutôt acides, mais accompagnés par des « bas marais » plus mésotrophes à eutrophes qu'on trouve dans les zones alluviales des petits cours d'eau qui drainent le marais et de certains lacs recevant ces eaux, les nutriments s’y accumulant. Il s'agit d'une mosaïque de milieux complexe, caractérisés par des végétations différenciées.
De nombreuses rivières de la région prennent leur source dans le marais de Vassiougan : Ava, Baktchar, Chegarka, Chich, Vassiougan, Demianka, Grande Iougan, Iksa, Kenga, Niourolka, Tartas, Petite Iougan, Om, Parabel, Parbig, Tara, Touï, Ouï, Tchaïa, Tchertala, Tchijapka, Tchouzik. Toutes sont des affluents ou sous-affluents de l'Ob et de l'Irtych.
Situé dans une région assez méridionale de la plaine de Sibérie occidentale, il est entouré de forêts mixtes semi-tempérées, à la transition entre le climat tempéré continental humide au sud, caractérisé par des forêts de feuillus (dominé par les bouleaux et le tremble) ou des steppes boisées, et le climat subarctique au nord caractérisé par la taïga.
Le marais est en très grande partie inaccessible en été, à cause des sols presque partout marécageux, souvent constitués de tapis flottants de sphaignes sur lesquels poussent d'autres plantes voire des boisements pouvant les cacher. Il demeure très sauvage et très peu mis en valeur par les activités humaines. Il est en revanche facilement accessible en hiver lorsque les eaux et les sols sont gelés. Le marais est un habitat pour un certain nombre d'espèces menacées, et des écologistes sont préoccupés par le développement de l'extraction du gaz et du pétrole dans la région.